# Delosperma asperulum
Delosperma asperulum là một loài thực vật có hoa trong họ Phiên hạnh. Loài này được (Salm-Dyck) L.Bolus mô tả khoa học đầu tiên năm 1950.